# Vysoke (Nizhyn)
Vysoke (ucraniano: Висо́ке) es un municipio rural de Ucrania perteneciente al raión de Nizhyn de la óblast de Chernígov.
En 2020, el territorio del actual municipio tenía una población de unos cuatro mil quinientos habitantes, de los que la tercera parte vivía en el propio pueblo de Vysoke y el resto repartidos en catorce pedanías. El municipio se formó en 2017 mediante la fusión de los consejos rurales de Vysoke, Velyka Doch, Holovenky, Novi Mlyný, Nosélivka y Trostianka. Además de esos seis pueblos, pertenecen al actual municipio otros nueve: Haláibyne, Kupchénkiv, Malychyna Hreblia, Dobropilia, Klypyn, Parýstivka, Kerbútivka, Chervona Hirká y Malá Doch. De los nueve últimos pueblos mencionados, los tres primeros eran las únicas pedanías que tenía Vysoke antes de la formación del actual municipio en 2017. El área pertenecía hasta 2020 al raión de Borzná.
Se conoce la existencia del pueblo en documentos desde el siglo XVII, aunque hasta el siglo XX era una localidad rural de pequeño tamaño. Se hizo conocido en la Unión Soviética durante la Segunda Guerra Mundial, en la que los vecinos formaron una agrupación local de partisanos soviéticos que defendió el pueblo frente a los invasores alemanes, con más de doscientos muertos entre los vecinos del pueblo. Las autoridades soviéticas premiaron a Vysoke estableciendo aquí la sede de un koljós de más de seis mil hectáreas.
Se ubica unos 10 km al noreste de Borzná, sobre la carretera T2521 que lleva a Sósnytsia.